# Gustaf Dyrssen
Gustaf Peder Wilhelm Dyrssen (Estocolm, 24 de novembre de 1891 – Kungsängen, Comtat d'Estocolm, 13 de maig de 1981) va ser un oficial de l'exèrcit suec i pentatleta modern suec que va competir a començaments del segle xx.

## Carrera militar
Nascut a Estocolm, era fill de l'almirall Wilhelm Dyrssen i la baronesa Lizinka af Uggla. El 1912 fou nomenat segon tinent del regiment d'artilleria Svea (A 1) i estudià a l'Escola d'Artilleria i Enginyeria entre 1914 i 1915. El 1915 fou ascendit a tinent. Entre 1920 i 1922 fou cadet del Generalstaben i el 1924 fou ascendit a capità. Va servir als ferrocarrils suecs de 1924 a 1926. De 1926 a 1932 fou professor a l'Escola d'Artilleria i Enginyeria, capità del regiment d'artilleria Svea de 1930 a 1932, capità de l'Estat Major el 1932 i cap de l'oficina de la Junta de Ferrocarrils (Järnvägsstyrelsen) de 1932 fins a 1937.
Va ser nomenat comandant el 1934 i primer ajudant i tinent coronel de l'Estat Major el 1937. Dyrssen fou cap del departament de comunicacions del personal defensa de 1937 a 1939 i tinent coronel i comandant del Cos d'Artilleria de Gotland (A 7) el 1939. El 1940 va ser nomenat coronel i entre 1941 i 1942 fou comandant del regiment d'artilleria Svea. El 1944 va ser nomenat general major i entre 1945 i 1957 fou comandant superior a Estocolm. Es va retirar de l'exèrcit el 1957, sent nomenat tinent general a la reserva.

## Carrera esportiva
Com a esportista va destacar en el pentatló modern i en l'esgrima, disputant quatre edicions dels Jocs Olímpics entre 1920 i 1936. El 1920, als Jocs d'Anvers, disputà la competició del pentatló modern, on va guanyar la medalla d'or, en superar en la classificació final als també suecs Erik de Laval i Gösta Runö, plata i bronze respectivament. Quatre anys més tard, als Jocs de París guanyà la medalla de plata en la competició del pentatló modern, mentre en la competició d'espasa per equips del programa d'esgrima, quedà eliminat en sèries.
El 1928, als Jocs d'Amsterdam, disputà dues proves del programa d'esgrima, les d'espasa individual i per equips, quedant eliminat en sèries en ambdues proves. El 1936, amb 44 anys, disputà a Berlín els seus quarts i darrers Jocs Olímpics. Tornà a disputar les dues mateixes proves que el 1928, les d'espasa individual i per equips, i en aquesta ocasió guanyà la plata en la prova per equips.
En esgrima va guanyar set medalles en espasa als campionats del món entre 1931 i 1938, així com tres títols nacionals, el 1927, 1932 i 1952, amb 60 anys.
Dyrssen també destacà com a dirigent esportiu. Fou president de la Federació sueca d'Esgrima (1936–1940), president de la Unió Internacional de Pentatló Modern (IUPM, 1949–1960) i membre del Comitè Olímpic Internacional(1952–1970), entre d'altres càrrecs.